# Sœurs missionnaires du Christ Roi pour immigrants Polonais
Ne doit pas être confondu avec Sœurs missionnaires du Christ Roi.
Les Sœurs missionnaires du Christ Roi pour immigrants Polonais (en latin : Congregatio Sororum Missionariarum Christi Regis pro Emigrantibus Polonis) forment une congrégation religieuse féminine enseignante et hospitalière de droit pontifical. 

## Histoire
La congrégation est fondée en 1958 par le père Ignacy Posadzy pour travailler aux côtés des religieux de la société du Christ pour les émigrants de Pologne. Il place les premières candidates chez les salésiennes pour les former à la vie religieuse et contacte la supérieure générale des sœurs de Saint Félix de Cantalice pour demander l'affiliation de sa nouvelle communauté aux sœurs féliciennes.
Le chapitre des feliciennes approuve l'affiliation du nouvel institut en tant que province distincte sous le nom de sœurs féliciennes missionnaires. La congrégation est reconnue de droit diocésain le 21 novembre 1959 par  Antoni Baraniak. Dès 1961, les premières sœurs sont envoyées dans une paroisse de Pologne puis s'établissent dans les diocèses de Poznań, Varsovie et Tarnów. En juillet 1978, la première succursale à l'étranger est ouverte en Californie.
En 1994, Jerzy Stroba, archevêque de Poznań, fait une demande auprès de la congrégation pour les instituts de vie consacrée pour que les sœurs deviennent de droit pontifical, ce qui est approuvé par le pape Jean-Paul II le 24 novembre 1996. Dès lors, l'institut n'est plus affilié des sœurs féliciennes et devient une congrégation indépendante.

## Activité et diffusion
Les sœurs se dévouent aux Polonais immigrés, pour qu'ils gardent la foi mais aussi la culture et les traditions polonaises. Elles se consacrent au soin des malades et des personnes âgées, ainsi qu'à l'enseignement.
Elles sont présentes en,:
- Europe : Pologne, Biélorussie, Allemagne, Belgique, Grèce, Hongrie, Italie, Islande, Royaume-Uni.
- Amérique : Brésil, Canada, États-Unis.
- Océanie : Australie.

La maison-mère est à Poznań.
En 2017, la congrégation comptait 204 sœurs dans 50 maisons.